# Björtjärnen, Jämtland
Björtjärnen är en sjö i Krokoms kommun i Jämtland och ingår i Indalsälvens huvudavrinningsområde. Sjön har en area på 0,0683 kvadratkilometer och ligger 583 meter över havet. Sjön avvattnas av vattendraget Hasslingsån (Fjällån).

## Delavrinningsområde
Björtjärnen ingår i det delavrinningsområde (711405-142387) som SMHI kallar för Utloppet av Björtjärnen. Medelhöjden är 646 meter över havet och ytan är 13,43 kvadratkilometer. Räknas de 5 avrinningsområdena uppströms in blir den ackumulerade arean 21,8 kvadratkilometer. Hasslingsån (Fjällån) som avvattnar avrinningsområdet har biflödesordning 3, vilket innebär att vattnet flödar genom totalt 3 vattendrag innan det når havet efter 313 kilometer. Avrinningsområdet består mestadels av skog (54 procent) och sankmarker (42 procent). Avrinningsområdet har 0,13 kvadratkilometer vattenytor vilket ger det en sjöprocent på 0,9 procent.